# Monk's House

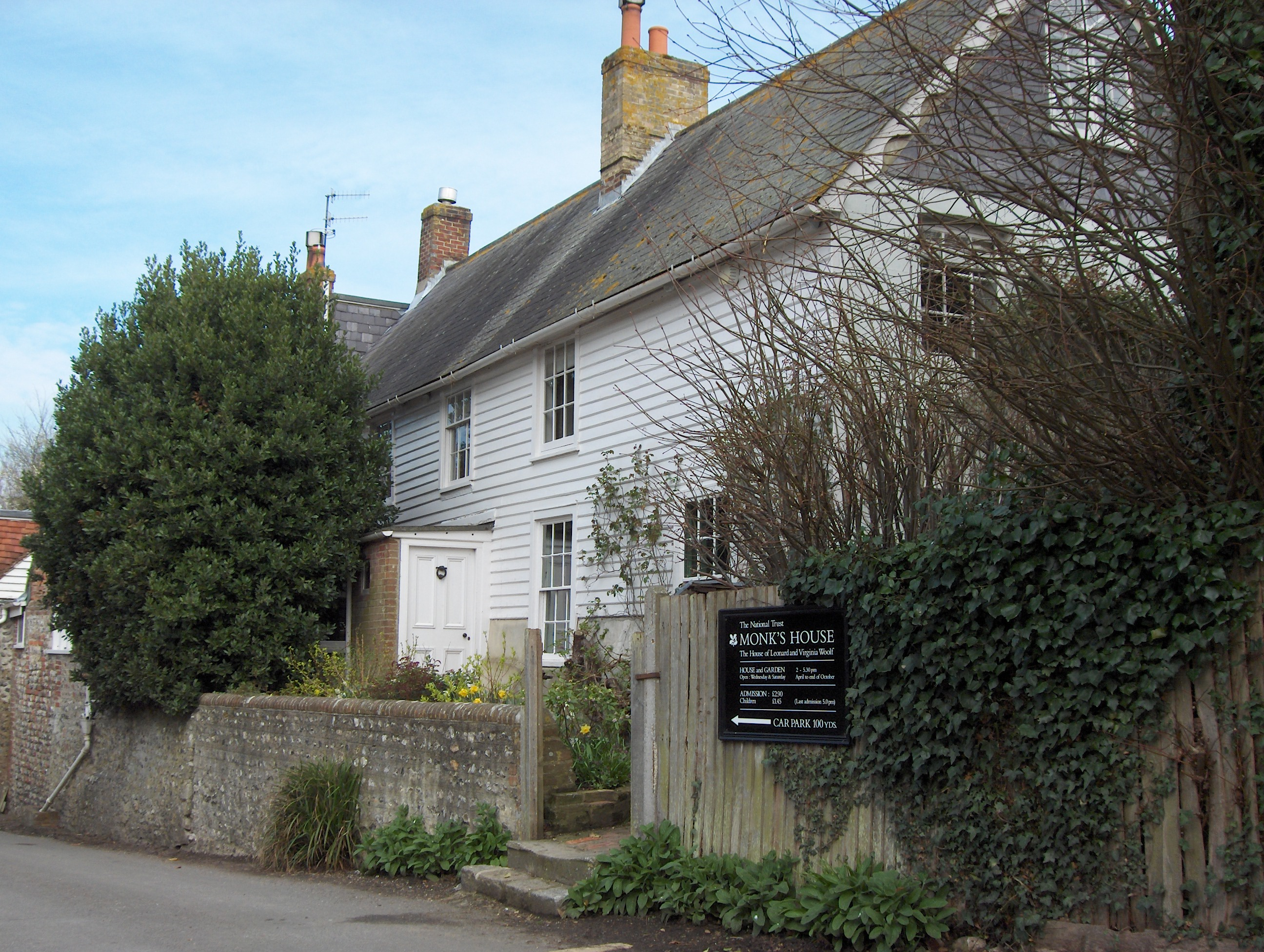
Voorzijde van Monk's House

Monk's House is een achttiende-eeuwse cottage in het dorp Rodmell in East Sussex. In de zomer van 1919 werd dit huis te koop aangeboden op een veiling in het nabijgelegen Lewes: Lot I. Monks House, Rodmell. An oldfashioned house standing on three quarters of an acre of land to be sold with possession. De schrijfster Virginia Woolf en haar man Leonard waren op dit huis attent gemaakt door Virginia's zuster Vanessa Bell, die tien kilometer verderop Charleston Farmhouse bewoonde. De Woolfs verwierven het huis voor £ 700. Het huis zou een van de ontmoetingspunten worden van de leden van de Bloomsburygroep.

## Leven in Monk's House

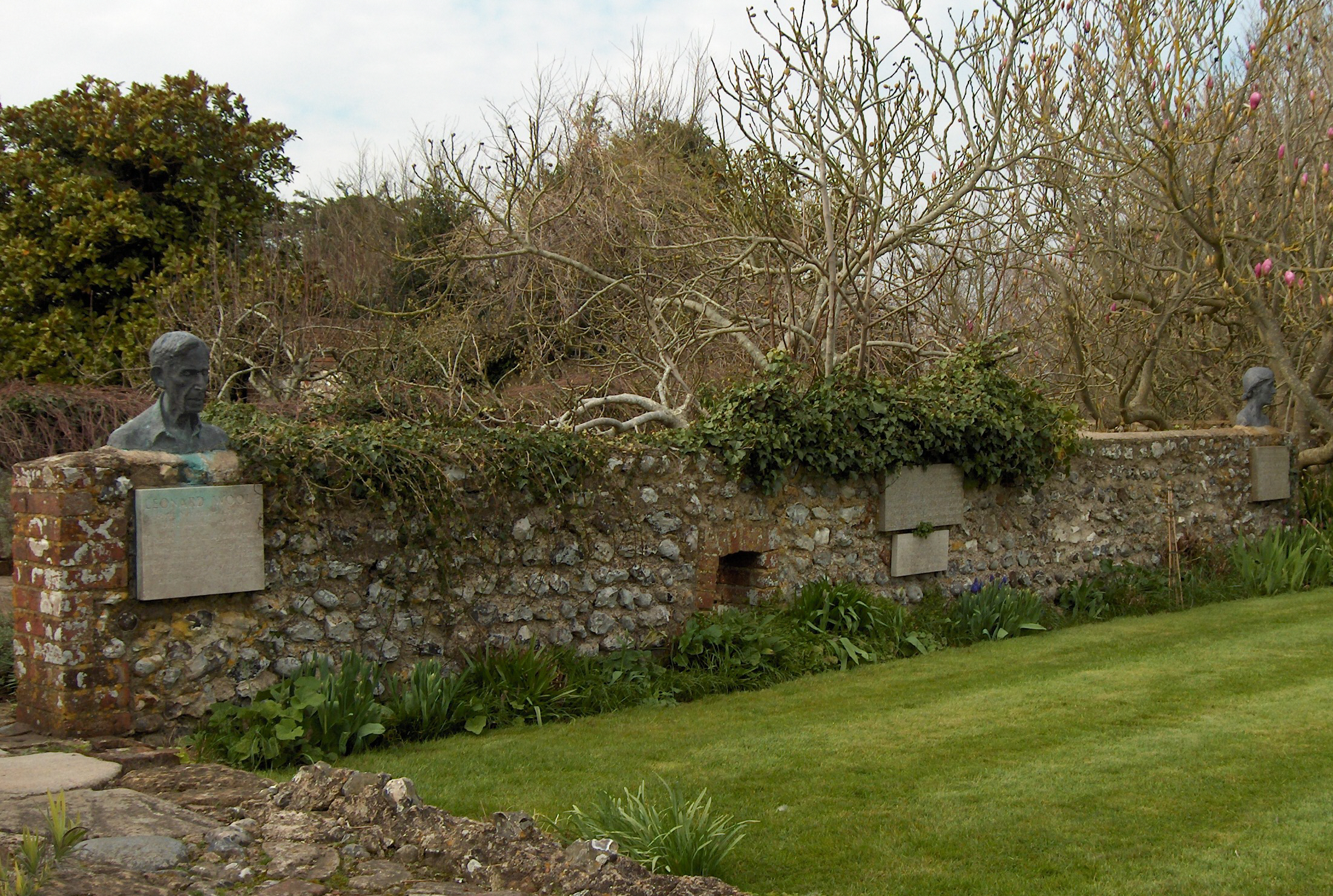
Borstbeelden van het echtpaar Woolf, in de tuin van Monk's House

Aanvankelijk was het huis nog tamelijk primitief. Er was geen warm water, noch elektriciteit. Pas tussen 1929 en 1931 werden deze moderne voorzieningen aangelegd. De Woolfs woonden deel van de tijd in Monk's House. Om het andere weekeind, de paas- en kerstvakantie en twee maanden gedurende de zomer brachten zij hier door. In 1934 werd een tuinhuis aangelegd dat diende als werkkamer voor Virginia. Vanaf 1940 woonden Leonard en Virginia er permanent, nadat hun huis op Mecklenburg Square tijdens de Duitse luchtaanvallen was gebombardeerd. Vanuit Monk's House pleegde Virginia Woolf in 1941 zelfmoord door haar jas met stenen te verzwaren en zich te verdrinken in de nabijgelegen rivier Ouse. Na Virginia's dood, bleef Woolf wonen in Monk's House. Hij zette zich in voor de lokale gemeenschap in Rodmell en was onder andere bestuurder van de openbare school aldaar.

## Monk's House als museum
Na Leonard's dood in 1969 liet hij het huis na aan zijn vriendin Trekkie Parsons die het in 1972 verkocht aan de Universiteit van Sussex. Sinds 1980 is het huis in het bezit van de National Trust. Nu dient het als museum dat tussen april en oktober op woensdag- en zaterdagmiddag is geopend voor het publiek.
Foto's van het leven in Monk's House zijn bewaard gebleven en in 2006 uitgegeven.